# (27917) Edoardo
(27917) Edoardo (1996 VU2) – planetoida z grupy pasa głównego asteroid okrążająca Słońce w ciągu 5,46 lat w średniej odległości 3,1 j.a. Odkryta 6 listopada 1996 roku.